# 灰とダイヤモンド (GLAYのアルバム)
『灰とダイヤモンド』（はいとダイヤモンド）は、日本のロックバンドであるGLAYの、インディーズ1枚目のアルバムである。
1994年5月25日にエクスタシーレコードよりリリースされ、2000年9月13日にも再リリースされている。
2014年5月25日には、GLAYデビュー20周年を記念して、本作の復刻盤『灰とダイヤモンド Anthology』をリリース（後述）。
2015年7月31日には、全曲リマスタリングされたハイレゾ音源がリリースされた。リミックスなしのリマスター音源はこれが初となる。

## 解説
1993年10月、東京近郊のライブハウスで行われたGLAYのライブにYOSHIKIが訪れ、スカウトされ、同日にエクスタシーレコードと契約。その後、インディーズ時代唯一のアルバムとして制作されたのが本作であり、メジャーデビューシングル「RAIN」と同時にリリースされた。
当時は、ドラマーにAKIRAが在籍していたが、レコーディングが終了した1994年1月に脱退したため、AKIRA在籍時の唯一のアルバムでもある。
ノークレジットでYOSHIKIがアルバム全体のプロデューサーを務めている。TAKUROから渡されたデモテープを繰り返し聴き、ギター・ベース・ボーカル等のパート毎に譜面を書き起こし、欄外に詳細な指示を書きこんでいく程の詳細なアレンジが施された。
TERUのボーカルにも発声や声のトーンを細かく指示したため、通常よりも時間がかかった。
「完璧を求めるよりも、荒削りであることが必要」というYOSHIKIの意向もあり、X JAPANのレコーディングよりも早く終わった。
TAKUROは「僕らは人形みたいなもので、全てYOSHIKIさんのイメージ通りに進んだ。『フレーズはこう弾いてくれ』と言われて、その通りに弾けばよかった」と振り返っている。
この後にメジャーシングルとしてリリースされることになる「RAIN」、「真夏の扉」、「彼女の“Modern…”」はインディーズ当時のアレンジ・バージョンで収録されており、また、「千ノナイフガ胸ヲ刺ス」、「KISSIN' NOISE」も後にベストアルバム『REVIEW-BEST OF GLAY』に、「TWO BELL SILENCE」、「BURST」もベストアルバム『THE GREAT VACATION VOL.2 〜SUPER BEST OF GLAY〜』に再録バージョンで収録された。
帯には「-限りなく漆黒に近い純白-」と書かれている。
2015年5月20日より、iTunesにて、本作を含む『MUSIC LIFE』までのオリジナルアルバム全作品をリマスタリングし、世界116ヶ国に向けて再配信。
さらに、2015年7月31日には、本作を含む『MUSIC LIFE』までのオリジナルアルバム全作品、ベストアルバムなど全アルバムをリマスタリングしハイレゾ音源でリリースされた。

## 評価
音楽ライターの佐伯明は、本作を「音の厚みやエコー感などを含め、まさに初々しいGLAYが封入されている。しかし、楽曲のまとまりには光るものがあり、当時からポップなものに向かって精進していたバンドであったことがわかる。」と評価している。

## 収録曲
| 全編曲: GLAY。 |                                          |         |                 |
| #              | タイトル                                 | 作詞    | 作曲            |
| 1.             | 「真夏の扉 (GLAY VERSION)」              | TAKURO  | TAKURO          |
| 2.             | 「彼女の“Modern…”」                      | TAKURO  | TAKURO          |
| 3.             | 「KISSIN' NOISE」                        | TAKURO  | TAKURO          |
| 4.             | 「ひどくありふれたホワイトノイズをくれ」 | TAKURO  | TAKURO          |
| 5.             | 「RAIN (GLAY VERSION)」                  | YOSHIKI | YOSHIKI・TAKURO |
| 6.             | 「LADY CLOSE」                           | TAKURO  | TAKURO          |
| 7.             | 「TWO BELL SILENCE」                     | TAKURO  | TAKURO          |
| 8.             | 「千ノナイフガ胸ヲ刺ス」                 | TAKURO  | TAKURO          |
| 9.             | 「BURST」                                | TAKURO  | TAKURO          |
| 10.            | 「if〜灰とダイヤモンド〜」               | TAKURO  | TAKURO          |

### 楽曲解説
1. 真夏の扉（GLAY VERSION）
後に2ndシングルとしてリリースされるものとはアレンジ・テイクが異なっており、歌詞も一部異なる。
2. 彼女の“Modern…”
後に3rdシングルとしてリリースされるものとはアレンジ・テイクが異なっており、最後のサビの歌詞も若干長くなっている。
3. KISSIN' NOISE
1993年に発売されたデモテープ「GREATEST SHADOW」、1993年に発売されたオムニバスアルバム『Cry Max Pleasure』にもそれぞれ違うバージョンにて収録されている。
後にリリースされるベストアルバム『REVIEW-BEST OF GLAY』に再録バージョンが収録された。
4. ひどくありふれたホワイトノイズをくれ
ゆっくりとしたテンポで、6分を超える曲。元々は「TEARS SONG」というタイトルで存在しており、1993年に発売されたデモテープ「GREATEST SHADOW」にもそのタイトルで収録されていたが､ レコーディングにあたってエクスタシーレコードのスタッフから「X JAPANのTearsとカブるからタイトル変えろ」と言われこのタイトルになったとTAKUROがHISASHIのYouTube生配信で明かしていた。
ライブでほとんど演奏されることは無い
5. RAIN（GLAY VERSION）
同時発売されたメジャーデビューシングル。シングルバージョンとはアレンジが大きく異なっており、ピアノを基調にしたアレンジがYOSHIKIによって手掛けられた。また、曲中の英語の語りもカットされている。元々はTAKUROが高校時代に作った「Julia (reason for so long)」という曲が原曲となっており､ 1993年に発売されたデモテープ「SPEED POP」にもその原曲が収録された。シングルバージョンよりもこのアルバムに収録されたバージョンの方が原曲に近いアレンジとなっている。
6. LADY CLOSE
1993年に発表されたオムニバスデモテープ「魔女狩りNIGHT VI」に別バージョンが収録されている。『GLAY EXPO '99 SURVIVAL』を最後にライヴ演奏はされていなかったが、『GLAY Special Live 2013 in HAKODATE GLORIOUS MILLION DOLLAR NIGHT Vol.1』の初日に「灰とダイヤモンドメドレー」の一部として演奏された。
7. TWO BELL SILENCE
1992年に発表されたデモテープ「DANCE VISION」に別バージョンが、41stシングル「I am xxx」の通常盤に隠しトラックとしてライブバージョンが収録されており、ベストアルバム『THE GREAT VACATION VOL.2 〜SUPER BEST OF GLAY〜』には再録バージョンが収録された。
8. 千ノナイフガ胸ヲ刺ス
ギターのザクザクとしたリフがこれでもかと刻まれるハイ・スピード・ナンバー[9]。1993年に発売されたオムニバスアルバム『SEDUCTION』に別バージョンが収録されている。
「KISSIN'NOISE」と同じく、ベストアルバム『REVIEW-BEST OF GLAY』に再録バージョンが収録された。
アウトロが次曲に繋がっている。
9. BURST
前曲から繋がる形で始まる。初期GLAYの混沌としたパンク・チューン[9]。CDジャーナルは、「メロディで聴かせるのではなく、コール＆レスポンスを誘うようなライヴ感あふれる一曲。」と評価している[9]。
ベストアルバム『THE GREAT VACATION VOL.2 〜SUPER BEST OF GLAY〜』には再録バージョンが収録された。
10. if〜灰とダイヤモンド〜
アコースティック・バラード[9]。CDジャーナルは、「壮大かつ切ない楽曲にあって、TAKUROのギター・テクニックとアレンジが特に光るナンバー」と評価している[9]。
ハイレゾ版のみ、イントロのオーケストラの代わりにTAKUROのカウントから演奏が始まる。
1999年のTAKUROプロデュースのファンクラブライブにてTERUが弾き語りで演奏した。

## 灰とダイヤモンド Anthology
『灰とダイヤモンド Anthology』（はいとダイヤモンド・アンソロジー）は、日本のロックバンドであるGLAYのインディーズ・アルバム『灰とダイヤモンド』の復刻盤。
2014年5月25日に、loversoul music & associatesから発売。

### 概要
20th Anniversary Yearの3ヶ月連続リリース第1弾としてリリース。3枚組仕様でリリースされ、Disc-1にインディーズ・アルバム『灰とダイヤモンド』のリミックス＆リマスタリングやボーナストラックを収録。Disc-2にインディーズ時代のDEMO音源とデビュー当時のラジオ出演番組を収録。Disc-3が、『Document of 灰とダイヤモンドDays』を収録したDVDとなっている。
スペシャルパッケージ仕様で、当時のメンバーのオフショットやレコーディング風景、ライブ写真のほか、雑誌、新聞などの資料を掲載した全64Pのプレミアフォトブックを付属。
本作の発売に当たり、GLAY MOBILEサイトにはTAKUROのコメントがアップされている。

### 収録曲

#### Disc 1
1. 真夏の扉 (GLAY VERSION)
2. 彼女の“Modern…”
3. KISSIN' NOISE
4. ひどくありふれたホワイトノイズをくれ
5. RAIN (GLAY VERSION)
6. LADY CLOSE
7. TWO BELL SILENCE
8. 千ノナイフガ胸ヲ刺ス
9. BURST
前曲のアウトロが、イントロに被さっていないミックスに変更。
10. if〜灰とダイヤモンド〜
11. 彼女の“Modern…” (Rerecording 2011)
12. TWO BELL SILENCE (Rerecording 2009)
13. BURST (Rerecording 2009)
14. 灰とダイヤモンドメドレー
  - 真夏の扉／LADY CLOSE／ひどくありふれたホワイトノイズをくれ／TWO BELL SILENCE (GLORIOUS MILLION DOLLAR NIGHT Ver.)

※#1 - 10、リミックス
※#1・2は、DEMO歌詞VER.で収録
※#11 - 13、編曲：GLAY & MASAHIDE SAKUMA

#### Disc 2
1. bayfm“Bay Factory Special YOSHIKI All Works” 1994.6.22
2. KISSIN' NOISE
オムニバスアルバム『Cry-Max Pleasure』に収録されている音源。
3. TEARS SONG
デモテープ「GREATEST SHADOW」に収録されている音源。
4. AIR-G “FM ROCK KIDS”1994.10.1
5. GONE WITH THE WIND
スプリットシングル「an Optic」に収録されている音源。
6. 魔女狩り
デモテープ「SPEED POP」に収録されている音源。
7. FMいるか“ランチBOXリクエスト”1994.5.28
8. ANSWER
デモテープ「SPEED POP」に収録されている音源。2006年発売のシングルとは無関係。
9. TWO BELL SILENCE
デモテープ「DANCE VISION」に収録されている音源。
10. 千ノナイフガ胸ヲ刺ス
オムニバスアルバム『SEDUCTION』に収録されている音源。
11. HBCラジオ“ぐるっと道南お昼です”1994.5.28
12. JULIA
デモテープ「SPEED POP」に収録されている音源。

#### DVD
- Document of 灰とダイヤモンドDays

20年前のライブ映像やMUSIC VIDEO、元Kill=slaydおよび現C4のTOKIを始めとした当時の関係者達のインタビューをメンバー全員で解説するアーカイブドキュメント作品（全46分）を収録。

## 参加ミュージシャン
- TERU - ボーカル
- TAKURO - エレクトリックギター、アコースティックギター
- HISASHI - エレクトリックギター
- JIRO - ベース
- AKIRA - ドラムス

- Mr.KITAGUCHI - キーボード
- MAKOTO - キーボード
- TAKUYA KON - ヴァイオリン
- NAOKI ICHIKAWA - ピアノ（#5）
- MASAHIDE SAKUMA（#11-13：『灰とダイヤモンド Anthology』Disc 1）
- TOSHI NAGAI - ドラムス（#11-14：『灰とダイヤモンド Anthology』Disc 1）
- SEIICHIRO NAGAI（#14：『灰とダイヤモンド Anthology』Disc 1）

## スタッフ

### CD
レコーディング・エンジニア
YOSHINORI SHIMIZU（#1-10）
アシスタント・エンジニア
JET KITAGUCHI（『灰とダイヤモンド』）
マスタリング
KEIKO UEDA（『灰とダイヤモンド』）
KAZUSHIGE YAMAZAKI (FLAIR MASTERING WORKS)（『灰とダイヤモンド Anthology』Disc 1・2）
リミックス & リマスタリング
Koniyoung (KURID INTERNATIONAL)（#1-10：『灰とダイヤモンド Anthology』Disc 1）
ライブ音源レコーディング・ミキシング
NORIYUKI KISOU (v.f.v studio inc.)（#11-14：『灰とダイヤモンド Anthology』Disc 1）
ディレクター
TAICHIRO KITAMURA (OFFICE KITAMURA)（#1・4・7・11：『灰とダイヤモンド Anthology』Disc 2）

### DVD
監督
JUN SAITO (TETRAPOT FILMS)
ラインプロデューサー
IPPEI WATANABE (COCOON)
ビデオエンジニア
AKIFUMI WATANABE
オーサリング
SAWAKO RYUKO (BERNIE GRUNDMAN MASTERING)

## 記録
オリコンアルバムチャートでは、発売から約3年8か月後の1998年1月19日付で100位圏内に初登場し、翌週の26日付で最高位の57位を記録した。
『灰とダイヤモンド Anthology』では、発売日の関係で2日間のみの集計だったが、オリコンアルバムチャートの2014年6月2日付にて、初登場10位を記録。原盤『灰とダイヤモンド』を含めると、初のトップ10入りを記録し、これまでの最高位を57位から大幅に更新した。